# ابن (لوئیزیانا)
ابن، لوئیزیانا (به انگلیسی: Aben, Louisiana) در ایالات متحده آمریکا است که در لوئیزیانا واقع شده‌است.